# Kurt Birkle
| Entdeckte Asteroiden: 9                                  | Entdeckte Asteroiden: 9 |
| -------------------------------------------------------- | ----------------------- |
| (5879) Almeria1                                          | 8. Februar 1992         |
| (14856) 1989 SY132                                       | 26. September 1989      |
| (26825) 1989 SB142                                       | 26. September 1989      |
| (29163) 1989 SF142                                       | 26. September 1989      |
| (30803) 1989 SG142                                       | 26. September 1989      |
| (46550) 1989 SZ132                                       | 26. September 1989      |
| (175661) 1989 SC142                                      | 26. September 1989      |
| 1 zusammen mit Ulrich Hopp 2 zusammen mit Johann M. Baur |                         |

Kurt Birkle (* 8. Januar 1939 in Freiburg; † 1. Januar 2010) war ein deutscher Astronom und Asteroidenentdecker. Er identifizierte zwischen 1989 und 1993 insgesamt neun Asteroiden, sechs davon zusammen mit Johann M. Baur.

## Leben
Birkle beendete sein Studium der Physik 1966 mit einer Diplomarbeit am Fraunhofer-Institut in Freiburg über das Verhalten der photosphärischen Granulation im Zyklus der Sonnenaktivität. Nach einem weiteren Jahr am Fraunhofer-Institut, in dem er über die Struktur der Sonnenchromosphäre forschte, ging er Anfang 1968 als Doktorand an die Landessternwarte Heidelberg-Königstuhl. Mit seinem Doktorvater Hans Elsässer wechselte er 1969 an das neu gegründete Max-Planck-Institut für Astronomie (MPIA) in Heidelberg. Mehrere Jahre beteiligte er sich an der Suche nach einem geeigneten Standort für ein geplantes Observatorium des MPIA mit leistungsfähigen Großteleskopen. Seine 1973 vorgelegte Doktorarbeit mit dem Titel Vergleichende Messungen des astronomischen Seeing in Griechenland, Spanien, Südwestafrika und Chile lässt seine Beiträge zur Standortsuche erkennen. Birkles Messungen des Seeing, der Extinktion und der meteorologischen Daten, die, weitab von jeder Infrastruktur, unter entbehrungsreichen Bedingungen erfolgten, gaben schließlich den Ausschlag für die Standortwahl zugunsten des Bergs Calar Alto in der spanischen Provinz Almería. Gemeinsam mit spanischen Kollegen leitete er den Aufbau des Calar-Alto-Observatoriums, dessen Direktor er von 1974 bis 1998 war.
Birkles Forschungsinteresse galt insbesondere Kometen und aktiven Galaxien. Die Instrumentierung, die während seiner Leitung auf dem Calar Alto eingeführt wurde, reichte von Fotoplattenkameras für Direktaufnahmen über Bildwandlerkameras für den nahen Infrarotbereich, mehrstufige Bildverstärker, verschiedene Spektrografen und CCD-Kameras bis hin zu modernen Infrarotkameras und adaptiver Optik. Im Jahr 1998 kehrte er an das MPIA in Heidelberg zurück und widmete sich gänzlich seiner Forschung. Nach seiner Pensionierung im Jahr 2003 beteiligte er sich an der Digitalisierung des umfangreichen Fotoplattenarchivs der Landessternwarte.
Birkle starb am Neujahrstag des Jahres 2010 eine Woche vor seinem 71. Geburtstag, als er kurz nach Mitternacht auf der Autobahn in der Nähe von Freiburg verunglückte.
Der Asteroid (4803) Birkle wurde nach ihm benannt.